# Mycobacterium ulcerans
Mycobacterium ulcerans (M. ulcerans) é uma actinobactéria, gram indefinida, microaerófila, de crescimento lento, e produz uma toxina necrosante e imunossupressora (micolactona) resultando em uma Úlcera de Buruli. Essa doença atinge geralmente a pele e os tecidos subcutâneos de braços ou pernas, dando origem a nódulos indolores, placas e ulcerações. Provavelmente é transmitida pela mordida de insetos aquáticos. É mais comum em menores de 15 anos, em áreas rurais da África e Oceania.

## Cultivo
M. ulcerans cresce de forma otimizada em meios para micobactérias de rotina a 33 ° C. Leva mais de uma semana para formar colônias. Não são nem gram negativas, nem gram positivas, devendo ser identificada usando a Coloração de Ziehl Neilsen, ou outra para bactérias ácido-álcool resistentes (BAAR).

## Resistências
Devido a sua parede celular peculiar, eles podem sobreviver por muito tempo a exposição a ácidos, bases, detergentes, oxidativos, lise pelo sistema de complemento e a maioria dos antibióticos, sendo imune a penicilinas. Doenças por micobactérias devem ser tratadas com antibióticos específicos, como claritromicina e rifamicina.